# Sauropus pulchellus
Sauropus pulchellus är en emblikaväxtart som beskrevs av Airy Shaw. Sauropus pulchellus ingår i släktet Sauropus och familjen emblikaväxter. Inga underarter finns listade i Catalogue of Life.